# Демухино
Демухино — деревня в Судогодском районе Владимирской области России, входит в состав Мошокского сельского поселения.

## География
Деревня расположена в 9 км на северо-восток от центра поселения села Мошок и 40 км на юго-восток от Судогды.

## История

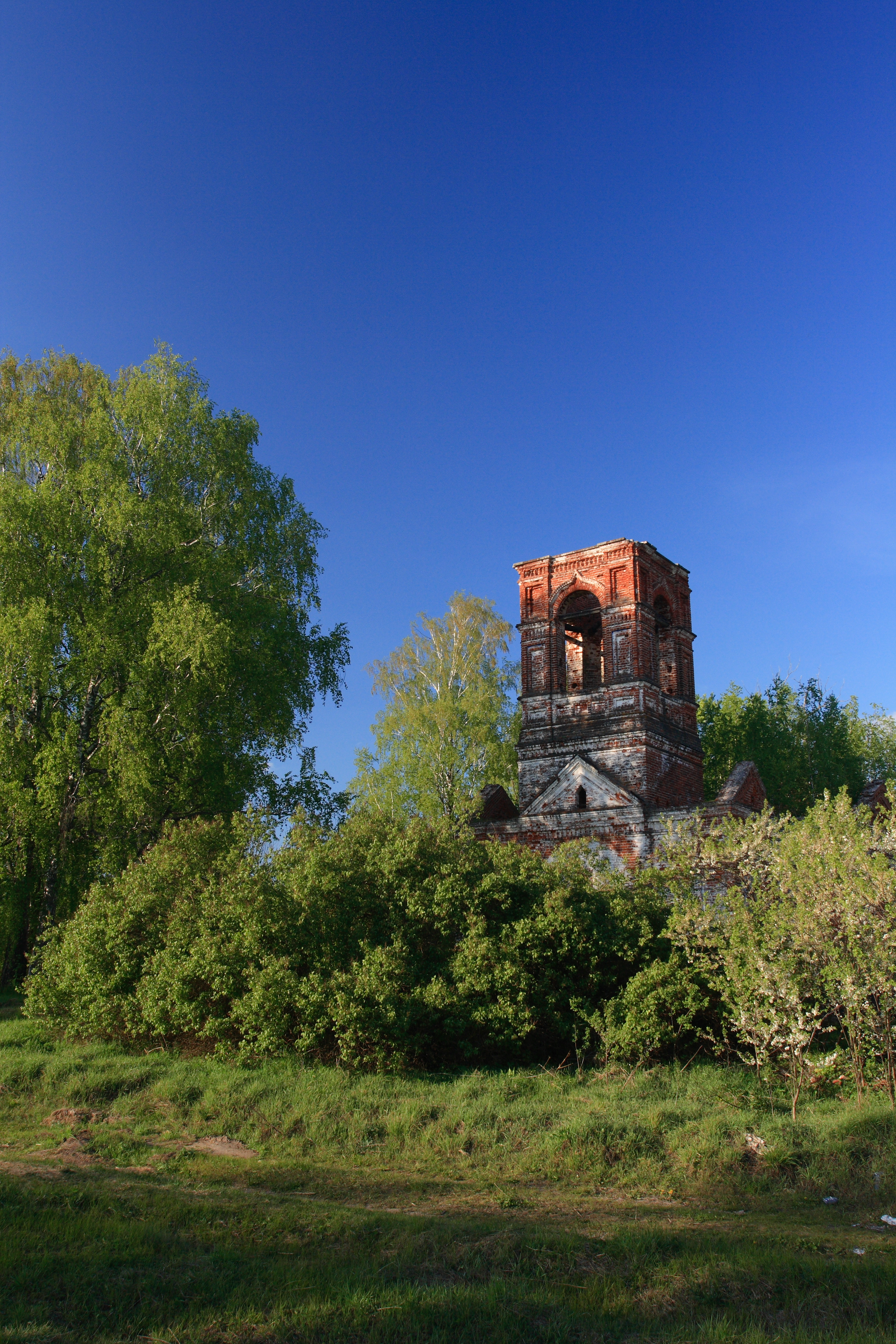
Церковь Иоанна Богослова на погосте Замаричье. 2008 год

Первое упоминание деревни Демухино в составе Замаричского прихода имеется в окладных книгах Рязанской епархии за 1676 год, в ней было 2 двора «служных» и 9 дворов крестьянских. Само село Замаричье располагалось напротив Демухина на другом берегу речки Марса. Село Замаричье с окрестными деревнями в первой половине XVII века принадлежало князьям Воротынским. По писцовым книгам Муромского уезда 1628-30 годов в селе Замаричье значилась деревянная церковь Иоанна Богослова и при ней другая теплая церковь во имя Николая Чудотворца. В 1714 году вместо старой церкви Иоанна Богослова была построена новая деревянная церковь. В 1889-96 годах в Замаричье был построен каменный храм. Престолов в этом храме было два: главный во имя святого апостола Иоанна Богослова, в трапезе во имя святой мученицы Параскевы Пятницы.
В конце XIX — начале XX века деревня Демухино и село Замаричье входили в состав Мошенской волости Судогодского уезда. В 1859 году в Демухино числилось 23 двора, в селе Замаричье — 15 дворов и 105 жит.
С 1929 года Демухино и Замаричье входили в состав Краснокустовского сельсовета Судогодского района. В 1983 году населённый пункт Замаричье был исключен из учётных данных как фактически не существующий.

## Население
| 1859 | 1905 | 1926 | 2002 | 2010 | 2021 |
| ---- | ---- | ---- | ---- | ---- | ---- |
| 139  | ↘85  | ↘75  | ↘34  | ↘21  | ↘12  |

## Достопримечательности
В полукилометре от Демухино на другом берегу речки Марса в аварийном состоянии сохранилась Церковь  (1896)